# Jason Dark
Pour les articles homonymes, voir Dark.
 (septembre 2018).
Si vous disposez d'ouvrages ou d'articles de référence ou si vous connaissez des sites web de qualité traitant du thème abordé ici, merci de compléter l'article en donnant les références utiles à sa vérifiabilité et en les liant à la section « Notes et références ».
Jason Dark est un pseudonyme de la maison d'édition allemande Bastei Lübbe (de).
Ce pseudonyme est aujourd'hui spécialement utilisé par l'auteur de romans d'horreur le plus connu et populaire en Allemagne, Helmut Rellergerd (de). Celui-ci a inventé et développé la série Geisterjäger John Sinclair, qui existe depuis 35 ans et compte plus de 1800 épisodes. Traduite dans d'autres langues, la série a été tirée à environ 200 millions exemplaires, ce qui fait de Jason Dark l'écrivain le plus lu en Allemagne.
Jusqu'aujourd'hui, un nouvel épisode de la série sort chaque semaine en kiosque à un prix peu élevé, tandis que les vieux épisodes ont été réimprimés et reproduits de nombreuses fois. Une courte série télévisée disponible en DVD, un jeu pour ordinateur, une série de livres-cassettes répandue et couronnée de succès, des spectacles et parodies théâtrales et de nombreux petits articles ont été développés sur la base de cette série.
Helmut Rellergerd a également développé la série "Don Harris, Psycho-Cop", qui est plus basée sur des romans policiers et des effets psychologiques ou mythiques en comparaison avec sa série principale. Une autre série moins connue de l'auteur, qui vise plus le champ d'horreur, est "Die Hexerin".
Auparavant, Helmut Rellergerd a également participé à de nombreuses séries d'horreurs ou romans policiers allemands, tel que Professor Zamorra, Damona King ou Jerry Cotton.
Jason Dark est connu pour écrire tous ces romans sur une vieille machine à écrire, car il refuse d'utiliser des technologies modernes telles qu'un ordinateur pour ne pas perdre ses habitudes et le charme original de l'écriture.